# Jorge Cardona
Jorge Cardona Marquez (nascido em 2 de novembro de 1987) é um jogador paralímpico espanhol de tênis de mesa. Foi medalhista paralímpico em Pequim 2008 e Londres 2012.